# ガマラマ山
ガマラマ山（ガマラマさん、インドネシア語: Gunung Gamalama）は、インドネシアのテルナテ島の全体を構成する円錐に近い形の成層火山である。島はマルク諸島北部のハルマヘラ島の西の沖合いにある。何世紀にも亘って、テルナテは香辛料貿易を行うためのポルトガル海上帝国とオランダ東インド会社の砦の中心であった。
火山活動は活発で、16世紀初めから80回を超える噴火を繰り返しており、1775年の噴火は約1300人の死者を出している。
2011年12月4日、噴火。2,000メートル上空まで物質を排出した。テルナテ市の近郊の住民数千人は、火山灰の粒子が町に降り注いだために避難した。12月27日の噴火では6名の死者が出た。火山活動の1ヶ月後にはラハールが発生したことで数十名が負傷した。
2012年9月にはより激しい噴火が発生した。
2014年12月19日にも噴火。噴煙は火口から柱状に高さ2キロまで噴き上げられ、噴火開始直後に急いで逃げ出そうとした登山家9人が負傷し、1人が行方不明となっている。

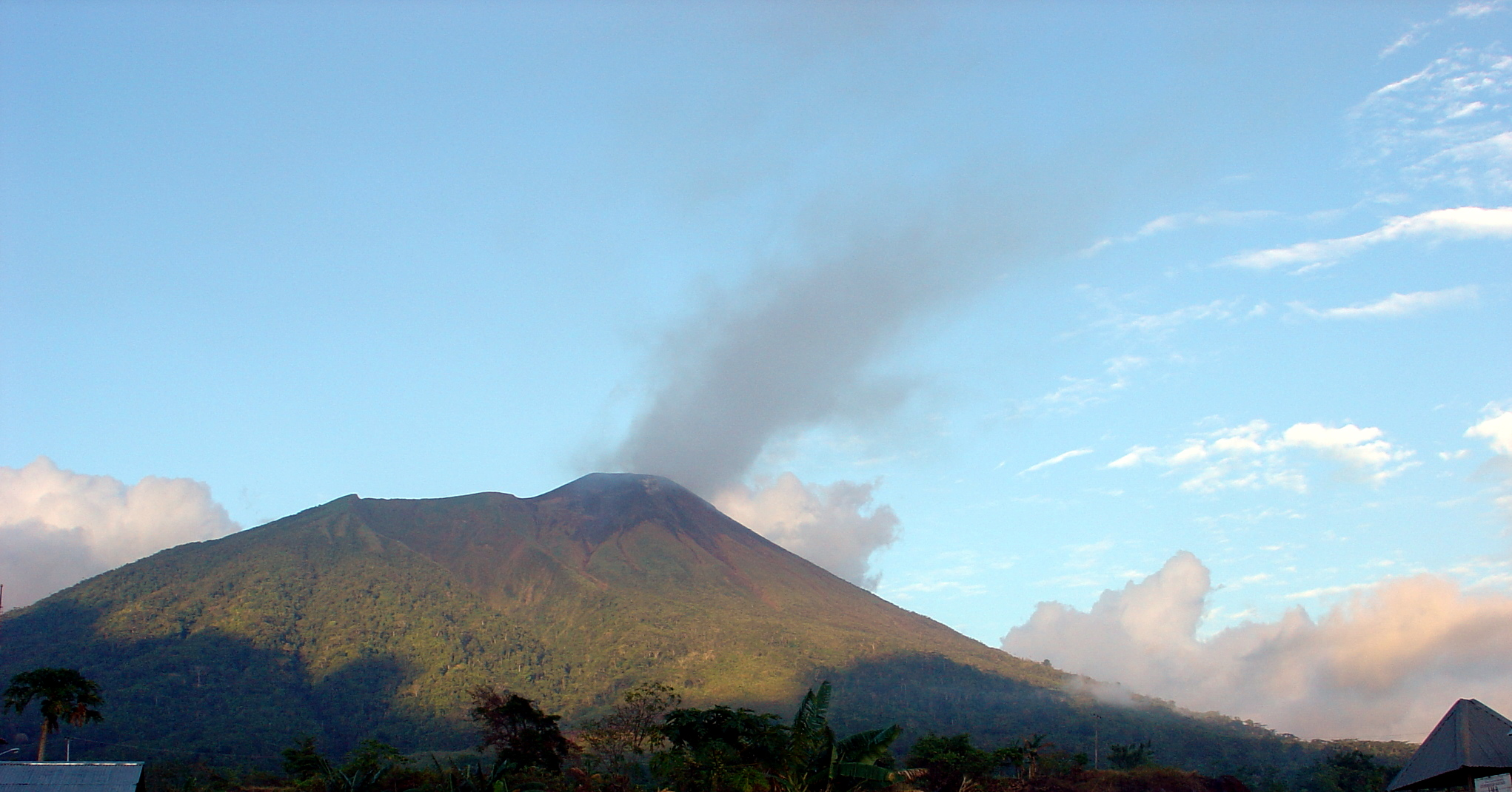
2009年

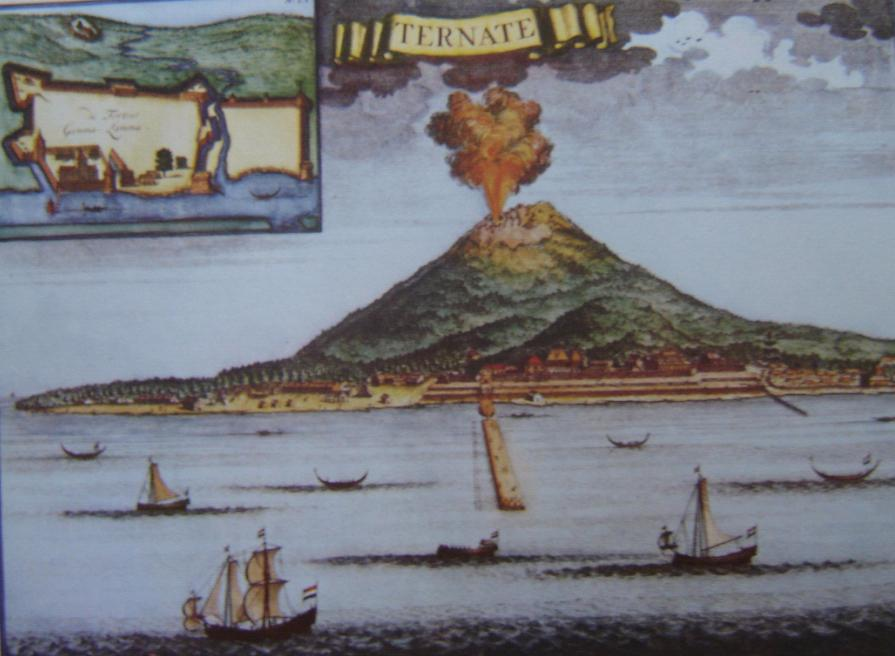
1700年代初期のガマラマ山の噴火の描画、ポルトガル海上帝国の砦も描かれている。

## 参照
1. 1 2  “ガマラマ山”. Global Volcanism Program. Smithsonian Institution. 2006年12月13日閲覧.
2. 1 2 3  “インドネシア、ガマラマ火山噴火、登山家9名が怪我”. The Voice of Russia. (2014年12月19日).  オリジナルの2015年2月1日時点におけるアーカイブ。 2015年1月6日閲覧。
3. ↑  “Eruption of the Gamalama volcano” (2011年12月7日). 2011年12月8日閲覧。
4. ↑  「インドネシア東部の島で火山噴火　地元の空港閉鎖」『朝日新聞』朝日新聞社、2011年12月5日。オリジナルの2011年12月7日時点におけるアーカイブ。2025年5月31日閲覧。
5. ↑  “Thousands flee as Indonesian volcano erupts” (2011年12月5日). 2011年12月5日閲覧。
6. ↑  “Lava flood kills 4 near Indonesian volcano”. USA Today. (2011年12月28日).  オリジナルの2012年1月8日時点におけるアーカイブ。
7. ↑  “Indonesia's Mount Gamalama erupts spewing ash and lava”